# Emanuel Ring
Gustaf Emanuel Teofilus Ring, född den 26 juli 1879 i Stockholm, död den 11 februari 1931, var en svensk präst. Han var son till Gustaf Ring.
Ring blev filosofie kandidat vid Uppsala universitet 1901, teologie licentiat 1912, teologie doktor vid Lunds universitet 1923, pastoratsadjunkt i Johannes församling i Stockholm 1909 och komminister där 1925.